# فتحی حارک
فتحی حارک (عربی: فتحي حارك؛ زادهٔ ۲۱ اکتبر ۱۹۸۲) بازیکن فوتبال اهل الجزایر است.
از باشگاه‌هایی که در آن بازی کرده‌است می‌توان به باشگاه فوتبال باستیا و باشگاه فوتبال نیم المپیک اشاره کرد.
وی همچنین در تیم ملی فوتبال الجزایر بازی کرده‌است.